# Episodi di Wonder Woman (terza stagione)
La terza e ultima stagione della serie televisiva Wonder Woman è andata in onda negli Stati Uniti dal 22 settembre 1978 all'11 settembre 1979 sul canale CBS.
In Italia è andata in onda nel 1983.
| nº | Titolo originale                       | Titolo italiano                                  | Prima TV USA      | Prima TV Italia |
| -- | -------------------------------------- | ------------------------------------------------ | ----------------- | --------------- |
| 1  | My Teenage Idol Is Missing             | L'idolo scomparso                                | 22 settembre 1978 | 1983            |
| 2  | Hot Wheels                             | Furto d'auto                                     | 29 settembre 1978 | 1983            |
| 3  | The Deadly Sting                       | Gli aculei mortali                               | 6 ottobre 1978    | 1983            |
| 4  | The Fine Art Of Crime                  | La raffinata arte del crimine                    | 13 ottobre 1978   | 1983            |
| 5  | Disco Devil                            | Furto di memoria                                 | 20 ottobre 1978   | 1983            |
| 6  | Formicida                              | Formicida                                        | 3 novembre 1978   | 1983            |
| 7  | Time Bomb                              | La bomba del tempo                               | 10 novembre 1978  | 1983            |
| 8  | Skateboard Wiz                         | Le regole del gioco                              | 24 novembre 1978  | 1983            |
| 9  | The Deadly Dolphin                     | Il delfino micidiale                             | 1º dicembre 1978  | 1983            |
| 10 | Stolen Faces                           | Volti rubati                                     | 15 dicembre 1978  | 1983            |
| 11 | Pot Of Gold                            | Il vaso d'oro                                    | 22 dicembre 1978  | 1983            |
| 12 | Gault's Brain                          | Il cervello di Gault                             | 29 dicembre 1978  | 1983            |
| 13 | Going, Going, Gone                     | Testata nucleare                                 | 12 gennaio 1979   | 1983            |
| 14 | Spaces Out                             | Il mondo della fantascienza                      | 26 gennaio 1979   | 1983            |
| 15 | The Starships Are Coming               | Arrivano le astronavi                            | 2 febbraio 1979   | 1983            |
| 16 | Amazon Hot Wax                         | La resurrezione di Billy-Dero                    | 16 febbraio 1979  | 1983            |
| 17 | The Richest Man In The World           | L'uomo più ricco del mondo                       | 19 febbraio 1979  | 1983            |
| 18 | A Date With Doomsday                   | Appuntamento con lo straniero                    | 10 marzo 1979     | 1983            |
| 19 | The Girl With A Gift For Disaster      | La ragazza che causava disastri                  | 17 marzo 1979     | 1983            |
| 20 | The Boy Who Knew Her Secret (Part 1)   | Il ragazzo che sapeva il segreto (prima parte)   | 28 maggio 1979    | 1983            |
| 21 | The Boy Who Knew Her Secret (Part 2)   | Il ragazzo che sapeva il segreto (seconda parte) | 29 maggio 1979    | 1983            |
| 22 | The Man Who Could Not Die              | L'uomo che non poteva morire                     | 28 agosto 1979    | 1983            |
| 23 | Phantom of the Roller Coaster (Part 1) | Fantasma del Luna park (prima parte)             | 4 settembre 1979  | 1983            |
| 24 | Phantom of the Roller Coaster (Part 2) | Fantasma del Luna park (seconda parte)           | 11 settembre 1979 | 1983            |